# José Zárate Andreu
José Eliseo Zárate Andreu (Chillán, 14 de junio de 1896-Iquique, 3 de enero de 1956) fue un ingeniero, contador y político radical chileno.

## Datos biográficos
Hijo de Pedro Zárate y Josefina Andreu. 
Contrajo matrimonio con Javiera González Prada.
Estudió en la Escuela de Minas de Copiapó y se graduó de Ingeniero en Minas de la Universidad de Chile, además de obtener el título de Contador. Se dedicó al comercio desde 1920.
Fue administrador de las oficinas salitreras "San Francisco", Santa Clara" y "Virginia".
Miembro del Partido Radical desde 1913, llegó a ser Presidente de la Asamblea Radical de Iquique. Generalísimo de la campaña presidencial de Gabriel González Videla.
Alcalde de la Municipalidad de Iquique (1947-1950) y regidor (1950-1953). Trabajó intensamente por aumentar el intercambio comercial con Tacna y por la creación de una zona franca de comercio en Iquique.
Diputado por Arica, Iquique y Pisagua (1953-1957), integrando la comisión permanente de Industrias.
Falleció en el ejercicio de su cargo parlamentario el 3 de enero de 1956 en Iquique, siendo reemplazado por Juan Luis Maurás Novella, quien se incorporó como suplente el 23 de mayo de 1956.